# Royal Society
Royal Society (Royal Society of London for the Improvement of Natural Knowledge) i London blev grundlagt den 28. november 1660 i Gresham College i London, hvor Christopher Wren et af de tidligste medlemmer havde et professorat i astronomi. Det omtales første gang som "kongeligt" året efter og gør fordring på at være det ældste fungerende lærde samfund af sin slags.
Royal Society er  Storbritanniens videnskabsakademi og er videnskabelig rådgiver for regeringen, uddeler forskningsstipendier og understøtter videnskabelige begyndervirksomheder.

## Priser uddelt af Royal Society og danske modtagere
- Copleymedaljen (siden 1731)
  - H.C. Ørsted (1820)
  - Niels Bohr (1938)
- Darwinmedaljen (siden 1890)
  - Johannes Schmidt (1930)
- Rosalind Franklin Award (siden 2003)

## Nulevende og afdøde danske Fellows of the Royal Society
- Niels Bohr
- Thomas Bugge
- Tom Fenchel
- Peter Andreas Hansen
- August Krogh
- Steffen Lauritzen
- Inge Lehmann
- Frederik Ludvig Norden
- Niels Erik Nørlund
- Japetus Steenstrup
- Julius Thomsen
- Eugen Warming (Honorary fellow)
- Øjvind Winge
- H.C. Ørsted